# Isla Flaherty
La isla Flaherty (en inglés: Flaherty Island; en francés: Île Flaherty) es una isla en el grupo de las islas Belcher en la bahía de Hudson en la Región Qikiqtaaluk, del territorio de Nunavut, Canadá. La isla tiene una forma muy inusual.
La pequeña aldea inuit de Sanikiluaq se encuentra en su costa norte y es la comunidad más austral de Nunavut, su punto más alto se encuentra a 34 metros sobre el nivel del mar.
La isla fue bautizada en honor del antropólogo visual Robert J. Flaherty.